# Berga (Tjörn)
Berga is een plaats in de gemeente Tjörn in het landschap Bohuslän en de provincie Västra Götalands län in Zweden. De plaats heeft 82 inwoners (2005) en een oppervlakte van 38 hectare. De plaats ligt op een schiereiland op het eiland Tjörn en grenst aan het Kattegat. De directe omgeving van de plaats bestaat uit zowel landbouwgrond en bos als rotsen en de bebouwing in het dorp bestaat vrijwel geheel uit vrijstaande huizen.